# Lycomimus formosus
Lycomimus formosus är en skalbaggsart som först beskrevs av Chemsak och Linsley 1984. Lycomimus formosus ingår i släktet Lycomimus och familjen långhorningar.
Artens utbredningsområde är Panama. Inga underarter finns listade i Catalogue of Life.